# 国司
国司（こくし、くにのつかさ、くにのみこともちは、古代から中世の日本で、地方行政単位である国を支配する行政官として朝廷から任命され派遣された中央官吏たちを指す。
守（かみ）（＝長官）、介（すけ）、掾（じょう）、目（さかん）が派遣された（四等官）。さらにその下に史生（ししょう）、博士、医師などが置かれており、広義では国司の中に含めて扱われていた。
守の唐名は刺史、太守など。大国、上国の守は比較的に位階の高い貴族が任命され、中央では中級貴族に位置する。
任期は6年（のちに4年）だったが、実際には任期が終わらないうちに交代している者が多かった。国司たちは国衙において政務に当たり、祭祀・行政・司法・軍事のすべてを司り、赴任した国内では絶大な権限を与えられた。
国司たちは、その国内の各郡の官吏（郡司）へ指示を行った。郡司は中央官僚ではなく、在地の有力者、いわゆる旧豪族が任命された（詳細は古代日本の地方官制を参照）。
この他に国司の下で事務処理などの雑務を行う書生・雑掌・散事と呼ばれる下級職員がいた。原則として在地の白丁身分から取ることになっていたが、実際には旧豪族層出身が多かったと推測される。

## 沿革

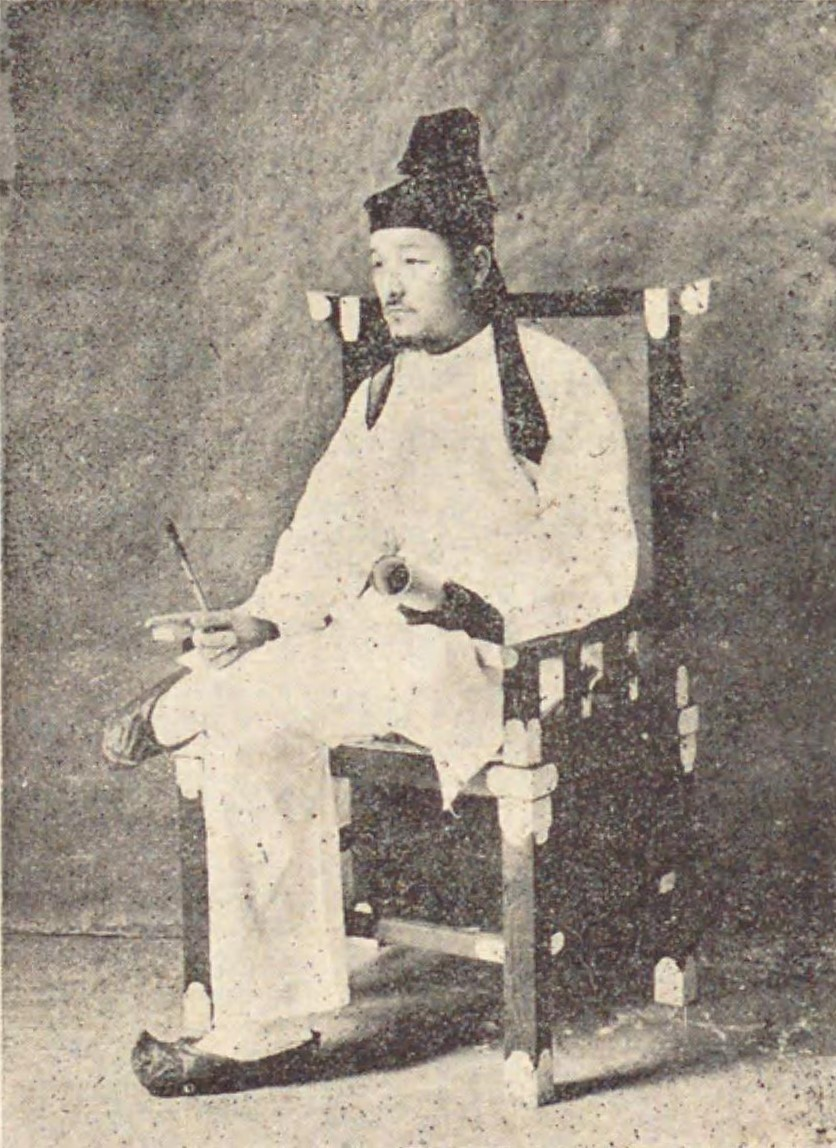
1920年（大正9年）、樋畑雪湖が第一回国勢調査記念切手の図を制作するに際し、『日本書紀』大化元年9月の「甲申、遣使者於諸国録民元数」の記述から高橋健自とともに再現した大化年間の国司の姿）。

### 「国司」とはなにか
今日において「国司」は、地方（令制国）に派遣された官吏達、もしくはその官職を指すと定義されるのが一般的であるが、その定義については議論されたことがないとする指摘もある。
公式令では、解の書式として日付の後に提出元の官司に所属する四等官が上位者から下位者に至るまでの位署が定められているが、実際に令制国においては作成された現存の解は「守・介・掾・目」という四等官の順序にて位署が行われており、これは中央における官司と全く同じ手続きと言える。つまり、本来の国司とは地方官個人やその官職を指すのではなく、守を長官とする官司すなわち行政機関の名称であるとする指摘が出されている。つまり、官吏個人を対象として「国司」と呼称するのは本来は誤用であるとみなすべき（守ならば、「国守」と称すべき）であるが、国司そのものが元々は中央（大王・天皇）から地方に派遣された使者の役割を常設機関として置き換えた性格をもっており、公式の場ではともかくそれ以外では早くから官司としての呼称である「国司」をそこに属する官吏に対しても用いることが行われ、平安時代には一般化してしまったと考えられている。しかし、現存する公文書の分析の限りにおいては、公文書においては少なくても9世紀までは国司は官司のみを対象にした用法だという本来の原則が守られていたと考えられている。

### 国司制度の始まり
国司制度の前史として、一説に、国司という語は出ていないが、皇極天皇元年（642年）9月条の記述に、「○○国」という単位で徴発が行われている（舒明天皇の時代では、「東の民」「西の民」という語を用いた）ことから、皇極天皇の時代にはすでに国司が使われたと考えられ、皇極天皇2年（643年）にも「国司」を用いた記述が見られるが、これらは後世の国司とは異なり、臨時派遣される官僚であったとみられる。
『日本書紀』には、大化の改新時の改新の詔において、穂積咋が東国国司に任じられるなど、国司を置いたことが記録されている。この時、全国一律に国司が設置されたとは考えられておらず、また当初は国宰（くにのみこともち）という呼称が用いられたと言われており、国宰の上には数ヶ国を統括する大宰（おほ みこともち）が設置されたという（「大宰府」の語はその名残だと言われている）。その後7世紀末までに令制国の制度が確立し、それに伴って国司が全国的に配置されるようになったとされている。
8世紀初頭の大宝元年（701年）に制定された大宝律令で、日本国内は国・郡・里の三段階の行政組織である国郡里制に編成され、地方分権的な律令制が布かれることとなった。律令制において、国司は非常に重要な位置に置かれた。律令制を根幹的に支えた班田収授制は、戸籍の作成、田地の班給、租庸調の収取などから構成されていたが、これらはいずれも国司の職務であった。このように、律令制の理念を日本全国に貫徹することが国司に求められていたのである。
国司は中央の官人が任命されて家族を連れて任国に赴くことが認められていた。また、公務の都合などで在任中もたびたび上京しており、在任中ずっと帰京できなかった訳ではなかった。
国司は通常は国府に設けられた国衙の中にある国庁で政務を行っているが、郡司の業務監査や農民への勧農などの業務を果たすために責任者である守が毎年1回国内の各郡を視察する義務があった。これを部内巡行という。
平安時代の天長3年（826年）からは親王任国の制度が始まった。桓武天皇や平城天皇、嵯峨天皇は多くの皇子・皇女に恵まれたため充てるべき官職が不足し、親王の官職として親王任国の国司が充てられ、親王任国の国司筆頭官である守には必ず親王が補任されるようになった。親王任国の守となった親王は太守と称し、任国へ赴任しない遥任だったため、実務上の最高位は次官の介であった。

### 遙任化と受領
平安時代になると、朝廷は地方統治の方法を改め、国司には一定の租税納入を果たすことが主要任務とされ、従前の律令制的な人民統治は求められなくなっていった。また本来、任命された国司（守、介、掾、目）の共同責任だった地方統治を改め、「守」（ただし親王任国では「介」）が租税納入の責任を負うこととなった（受領）。それは、律令制的な統治方法によらなくとも、一定の租税を徴収することが可能になったからである。9世紀〜10世紀頃には田堵と呼ばれる富豪農民が登場し、時を同じくして、国衙（国司の役所）が支配していた公田が、名田という単位に再編された。国司は、田堵に名田を経営させ、名田からの租税納付を請け負わせることで、一定の租税額を確保するようになった（これを負名という）。律令制下では、人民一人ひとりに租税が課せられていたため、人民の個別支配が必要とされていたが、10世紀ごろになると、上記のように名田、すなわち土地を対象に租税賦課する体制（名体制（みょうたいせい））が確立したのである。
一定の租税収入が確保されると、任国へ赴任しない遥任国司が多数現れるようになった。そして国司（守、介、掾、目）の中の実際に現地赴任する最高責任者を受領と呼ぶようになった（またそれより下位の国司を任用と呼ぶようになった）。王朝国家体制への転換の中で、受領は一定額の租税の国庫納付を果たしさえすれば、朝廷の制限を受けることなく、それ以上の収入を私的に獲得・蓄積することができるようになった。
平安時代中期以降は開発領主による墾田開発が盛んになり、彼らは国衙から田地の私有が認められたが、その権利は危ういものであった。そこで彼らはその土地を荘園公領制により国司に任命された受領層である中級貴族に寄進することとなる。また、受領層の中級貴族は、私的に蓄積した富を摂関家などの有力貴族へ貢納することで生き残りを図り、国司に任命されることは富の蓄積へ直結したため、中級貴族は競って国司への任命を望み、重任を望んだ。『枕草子』には除目の日の悲喜を描いている。平安中期以降、知行国という制度ができた。これは皇族や有力貴族に一国を指定して国司推薦権を与えるもので、有力貴族は親族や家来を国司に任命させて当国から莫大な収益を得た。一方で、有力貴族や寺社による荘園は国司に対して不入の権・不輸の権を発動してその介入・支配を拒んだことから、国司による統治に困難をもたらしていた。畿内に属し、なおかつ豊かな国として認識されていた大和国や摂津国が院政期に入ると（島国で生産性に限界がある）淡路国と並んで敬遠される国として挙げられるようになる（『中右記』嘉承3年正月24日条）。これは大和国には世俗にも影響力がある興福寺があり、摂津国には摂関家が進出していたために荘園が多くの土地を占め、残っている国衙領が少ないため、国自体の生産力が高くても国司の収入は少なかったという。こうした問題が朝廷に荘園整理令を発布させる背景にあったと考えられている。
鎌倉時代初期（院政期）に著された『官職秘抄』によれば、新しく国司に任ぜられる候補としては、蔵人、式部丞、民部丞、外記、検非違使などが巡爵によって従五位に叙せられたものから選ばれるほか、成功、院宮分国制、不次の拝任（反乱の鎮圧など国家に対する顕著な功労を理由とした特例）などもあった。
国司の選任に当たっては、その国に住み所領を持つ者は、癒着を防止するという観点から任命を避けるという慣例があった。寛弘3年（1006年）1月28日の除目において、右大臣藤原顕光が伊勢守に平維衡を推挙したが、藤原道長が「維衡はかつて伊勢国で事件を起こしたものである」ことを理由に反対している。この「事件」とは、かつて維衡が伊勢において平致頼と合戦を起こしたことである。なお道長は8年後の長和3年2月の除目で、摂津を地盤としていた源頼親を摂津守に推挙するという矛盾した行動をとっている。
鎌倉時代にも国司は存続したが、鎌倉幕府によって各地に配置された地頭が積極的に荘園、そして国司が管理していた国衙領へ侵出していった。当然、国司はこれに抵抗したが、地頭は国衙領へ侵出することで、徐々に国司の支配権を奪っていった。
また、北条氏による鎌倉幕府の支配が確立してからは、執権が幕府の本拠がある相模国の国司、副執権である連署が武蔵国司に任じられるようになり、執権・連署を併せて「両国司」と呼ばれた。

### 国司の形骸化と受領名の発生
室町時代になると、守護に大幅な権限、例えば半済給付権、使節遵行権などが付与された。これらの権限は、国司が管理する国衙領においても強力な効力を発揮し、その結果、国司の権限が大幅に守護へ移ることとなった。国衙の機構は守護（守護大名）に吸収され、大半の国司は名目だけの官職となり、国の支配とは一切関係がなくなった。
戦国時代には武将が、国司の官職を仮名 (通称)として自称、あるいは主君から授けられることが見られるようになった。これは受領名と呼ばれる。一方で自国領土支配もしくは他国侵攻の正当性を主張するため、国司の正式な任官を求める事もみられた。大内義隆の周防介・伊予介、織田信秀・今川義元・徳川家康の三河守などはその例である。こうした戦国大名は叙任のために朝廷や公家に盛んに献金などを行った。これは、天皇の地位が再認識される契機ともなった。
特殊な例としては伊勢国北畠家・飛騨国姉小路家・土佐国一条家のいわゆる「三国司」がある。この三家はいずれも公家としての家格を持ち、守の官職についていたわけではないが、「国司」として一国の支配権を得ていると認識されていた。

### 江戸時代の受領名
江戸幕府成立以降は、大名や旗本、一部の上級陪臣が幕府の許可を得た上で、家格に応じて受領名を称することが行われた（武家官位）。守や親王任国の介の国司名を称することのできた大名や旗本は「諸大夫」と呼ばれた。しかし受領名は朝廷の正式な叙任を受けた形式をとるにせよ、「名前」の扱いであり、律令制の官位相当における上下は、特段の意味を有していなかった。受領名を称するに当たっては幕府及び朝廷に礼金を支払う事が行われた。受領名は限られていたため、同時期に複数の人物が同じ名を名乗ることも多かった。同じ役職に就いた場合には先任のものに遠慮して他の職に遷任する例であった。また律令における受領の官位相当は考慮されず、上下はなかった。
また、諸大夫以上の家格である「四品」以上の家格を持つ諸大名・高家も「侍従」や「近衛少将」といった官職名とは別に受領名を称した。たとえば赤穂事件で有名な吉良義央は従四位上侍従・近衛少将などの官位にあったが、「上野介」の受領名を称している。なお、国持大名が自分の領国の国司を名乗るのは一種の特権とされており、小倉藩から熊本藩へ加増転封されて肥後国主となった細川忠利は息子光尚の元服時に「肥後守」を名乗れるよう運動している。
浄瑠璃などの芸能者や、菓子舗などの職人が朝廷や公家等から免許を受けて掾などの下級の国司名を称することも行われた。播磨節の創始者井上播磨掾や、菓子屋の虎屋が近江大掾を称したのはその例である。
明治維新後、律令制度の廃止とともに国司は廃止された。

## 国等級区分
各国に課せられた納税の規模は、当時の各国の国力に基づき判定された。
各国は時節の国情、時勢を元に変動する大国（たいこく、たいごく）・上国（じょうこく、じょうごく）・中国（ちゅうごく）・下国（げこく）の4等級に割り付けられた。
国司の格や役職数も時勢に基づき変動したが、基本的に官位相当は大国の守は従五位上、上国の守は従五位下、中国の守と大国の介は従六位下、上国には介を置き中国には介を置かず下国には介掾は置かないなどの規則が大宝令・養老令に定められていたものの、実際には各国の国司の繁忙さに合わせて国司の人員調整が行われていた。これを示すものとして、以下のような例がある。
1. 『続日本紀』宝亀6年（775年）3月2日の条によれば、「始めて伊勢国に少目2員、参河国に大目1員と少目1員、遠江国に少目2員、駿河国に大目1員と少目1員、武蔵国に少目2員、下総国に少目2員、常陸国に少掾2員と少目2員、美濃国に少目2員、下野国に大目1員と少目1員、陸奥国に少目2員、越前国に少目2員、越中国に大目1員と少目1員、但馬国に大目1員と少目1員、因幡国に大目1員と少目1員、伯耆国に大目1員と少目1員、播磨国に少目2員、美作国に大目1員と少目1員、備中国に大目1員と少目1員、阿波国に大目1員と少目1員、伊予国に大目1員と少目1員、土佐国に大目1員と少目1員、肥後国に少目2員、豊前国に大目1員と少目1員を置く」とある。
2. 『文徳天皇実録』天安2年（858年）4月15日の条によれば、「下野国に大掾と少掾を各1名ずつ配置する」とある。
3. 『日本三代実録』貞観8年（866年）3月7日の条によれば、当時の国司の介を置いていなかった上国を含む八国（甲斐国、能登国、丹後国、石見国、周防国、長門国、土佐国、日向国）に介を置き飛騨国に掾を置くなど、公廨稲・公廨田・事力の新たな分配を示す太政官判定があった旨が見え、これら9国で国司の増員が行われていたことが分かる。

ただし、この増員を国司の繁忙さだけを理由には出来ないとする説もある。天平宝字元年（757年）に余剰の公廨の一部を国司の官人達に分配して収入とすることが認められた結果、国司四等官の地位に利権としての要素が高まり、地方への赴任を臨む者が増加したため、そうした需要に応えるために財政的余裕がある国の定員を増やしたのではないかとする見方もある。神護景雲元年（767年）以降に記録上に現れる権守をはじめとする権官の設置がみられるようになるのも同様の趣旨とみられている。この指摘を裏付ける物として、天応元年（781年）に郡司・軍毅を除いてこれまでの増員分は全て一律に廃止されている。また、権守などの権官は引き続き残されるが、こちらも遙任として扱われるようになっている。

### 延喜式の時代の各国の等級
延喜式が策定された10世紀ごろの各国の等級は以下のとおり。
大国（13カ国）
大和国・河内国・伊勢国・武蔵国・上総国・下総国・常陸国・近江国・上野国・陸奥国・越前国・播磨国・肥後国
上国（35カ国）
山城国・摂津国・尾張国・三河国・遠江国・駿河国・甲斐国・相模国・美濃国・信濃国・下野国・出羽国・加賀国・越中国・越後国・丹波国・但馬国・因幡国・伯耆国・出雲国・美作国・備前国・備中国・備後国・安芸国・周防国・紀伊国・阿波国・讃岐国・伊予国・豊前国・豊後国・筑前国・筑後国・肥前国
中国（11カ国）
安房国・若狭国・能登国・佐渡国・丹後国・石見国・長門国・土佐国・日向国・大隅国・薩摩国
下国（9カ国）
和泉国・伊賀国・志摩国・伊豆国・飛騨国・隠岐国・淡路国・壱岐国・対馬国

### 熟国・亡国
摂関政治期（10世紀）以降には、「熟国」と「亡国」と呼ばれる表現が登場する。熟国は「大国」「要国」とも称されて税収が豊かで朝廷財政を支える国、亡国は「亡弊国」「難国」「難治国」とも称されて税収が不安定であったり、災害や治安の悪化などで統治が困難な国を指した。ただし、その判断は具体的な数字に基づくものではなく、中央の判断に依拠するところが大きい（権力者の思惑で認定の有無が変わることがある）。受領による租税徴収の請負が確立されていた（裏を返せば中央へ納税した後の余剰を収入にすることが可能であった）当時において、多くの人々が熟国の受領に就くことを望み、特にほとんどの時期において熟国と判断されていた播磨国や伊予国の国司になることは大変名誉なこととされていた。ただし、朝廷財政の財源として熟国の租税が期待されており、規定の納税とは別に臨時の納税や成功への協力を求められることが多かった。反対に亡国の国司への任命は租税徴収の不振から受領功過定などで責任を問われる可能性が高くなるために忌避されていた。ただし税の減免申請は亡国にのみ認めるなど中央でも一定の配慮が行われ、更に中央への租税を確実に納めかつ国内の立て直しに成功すれば有能とみなされて、その後の昇進にも大きなプラスに働く可能性もあった。なお、『官職秘抄』には、伊予守と播磨守は「四位上臈」すなわち、公卿以外の廷臣で最も高い地位の者が任じられる官職と記されている。これは両国が熟国であることに加え、伊予国は国の格式こそ上国であるものの荘園が少なく国衙領が多いため国司の収入が多かったこと、播磨国は寺院や邸宅の建築に必要な瓦の生産国でそれにまつわる利益を得られたことから重視されたと考えられている。

### 親王任国
諸国の任国の内、上総国、常陸国、上野国の三ヶ国は、親王任国として、その長官を「太守（たいしゅ）」と言った。
しかし、皇族であるため赴任はせず、ただ俸給のみをとっていたことから、欠員があっても俸給は他に使わず、無品（むほん）親王の入り用にあてられていた。
この三ヶ国を親王任国としたのは、淳和天皇（在位823年～833年）の時代から始まったものである。
後醍醐天皇（在位1318年～1339年）の時代には、陸奥国も親王任国とされ、義良親王を太守としたことが「神皇正統記」に記載されている。
武家官位においても、親王任国については「介」の受領名を称することが通常であり、守を称した例はほとんどないが、織田信長は一時期「上総守」の受領名を称したことがある。